# 蒯祥
蒯祥（1398年—1481年），字廷瑞，直隸吴县吳凡（今江苏苏州香山街道漁帆村）人，籍貫荊州刺史部襄陽（今湖北），明初建筑工匠，香山帮匠人鼻祖。 

## 生平
他的祖父蒯思明、父亲蒯福都是技艺精湛、名闻遐迩的木匠。其父蒯福据传曾于明初参与过金陵皇宫的木作工程，在建筑界颇有声望。在祖父和父亲的熏陶下，蒯祥也是造诣很深，年轻时就有“巧木匠”之称。
明成祖迁都北京，调集能工巧匠建造皇宫。蒯祥随其父应征，随后相传升任“营缮所丞”，曾参与某些明宫城局部设计和建造。
相传，蒯詳曾参与部分皇室工程。如某些北京宮殿以及皇宫殿的重建。
《吴县志》中有“略用尺准度……造成以置原所，不差毫厘”的记载。康熙时《苏州府志》也有“永乐间，召建大内，凡殿阁楼榭，以至回廊曲宇，祥随手图之，无不称上意”的佳话，遂被世人称为“蒯鲁班”。
蒯祥83岁去世，最后归葬故里香山。
蒯祥官至工部左侍郎。北京过去有一条蒯侍郎胡同，据说就是蒯祥当年住过的地方。